# Portal Tomb von Aghawee

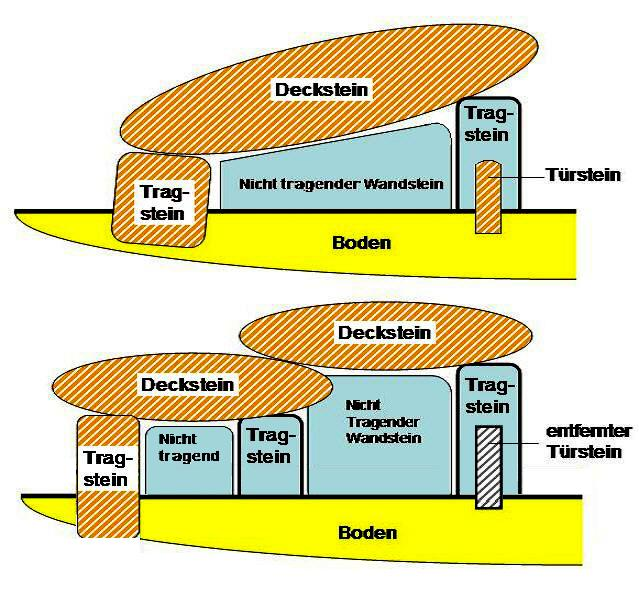
Schema irischer Portal Tombarten

Das Portal Tomb von Aghawee (auch Giant’s Grave genannt) liegt etwa 400 m südlich des River Erne, nördlich von Kilnaleck im Süden des County Cavan in Irland. Als Portal Tombs werden Megalithanlagen auf den Britischen Inseln bezeichnet, bei denen zwei gleich hohe, aufrecht stehende Steine mit einem Türstein dazwischen, die Vorderseite einer Kammer bilden, die mit einem zum Teil gewaltigen Deckstein bedeckt ist.
Das kleine, Ost-West orientierte Portal Tomb hat eine leicht trapezoide Kammer von 2,2 m Länge und 1,4 m vorderer Breite. Es verengt sich nach hinten. Der Zugang wird von zwei Portalsteinen gebildet, die 0,4 m voneinander entfernt stehen und etwa 1,6 m hoch sind. Die Seiten werden durch Steine gebildet die die Portalsteine etwas überlappen. Beide Seitensteine sind etwa 1,2 m hoch, Der nach innen geneigte gebrochene Endstein ist 0,7 m hoch. Der ebenfalls gebrochene Deckstein liegt auf den Portalsteinen und dem Endstein. Es gibt im Westen der Kammer Spuren des Cairns.
In der Nähe liegen die Portal Tombs von Carrickacroy und Carrickclevan.